# Johnny Rod
Johnny Rod (Estados Unidos; 8 de diciembre de 1957) es un bajista estadounidense de Hard rock y Heavy metal. 

## Carrera
Una de sus primeras bandas fue King Kobra, de 1983 a 1986, agrupación formada por el experimentado baterista Carmine Appice. En 1986 se unión a W.A.S.P. Johnny Rod usó bajos Fender y B.C. Rich durante su carrera musical. 

## Discografía con W.A.S.P.
- Inside the Electric Circus (8 de noviembre de 1986)
- The Headless Children (1 de abril de 1989)